# Лекедов
Лекедов је врста прегаче ношена у склопу женске народне ношње. У неким крајевима је ношена место бошче, док је у дргим крајевима ношена у комбинацији са другим прегачама.

## Изглед и ношење
Ради се о кецељи од танког, белог, памучног платна. Састављена је од две уздужне поле и при дну украшена ситним порубом или везом. У појасу је била набрана.
Помиње се пре свега у одевању млади за венчање. Ношена је у Београдској Посавини, Мачви, Поцерини и Јадру, али у Колубари и Подгорини ређе, уместо бошче, непосредно пред удају девојке.
У Јадру се ова врста кецеље не употребљава након бугарских ратова, а у те крајеве и долази из Мачве где је ношена до осамдесетих година XX века.
Интересантно је да се у околини Београда у другој половини XIX века, румунски сликар Карол Поп де Сатмари насликао је Невесту са смиљевцем, на којој је између осталог по тумачењу Влаховића приказан и лекедов. Млада је преко вунене дуге сукње с белим и црвеним уздужним пругама носила и две прегаче. Доња прегача био је бели лекедов, а преко ње је носила црвену прегачу. 